# I-Formation

Standard I-Formation

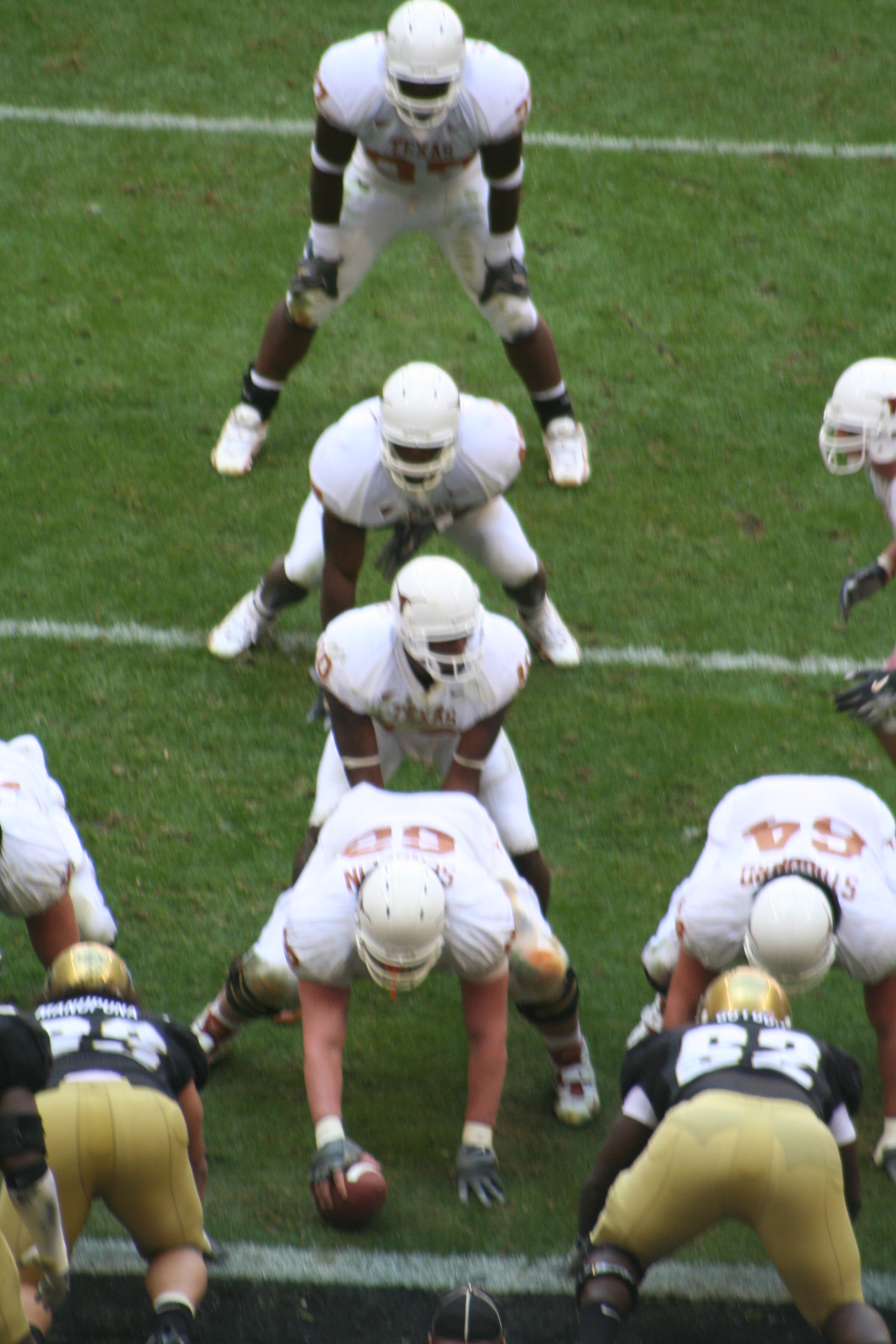
Die gegnerische Offense in der I-Formation vorm Snap: Center (mit Ball), Quarterback, Fullback und Halfback

Die I-Formation ist eine Formation der Offense im American Football, bei der der Quarterback, und zwei Runningbacks (Halfback und Fullback) in einer Reihe hinter dem Center stehen. Betrachtet man die I-Formation von der gegnerischen Endzone aus, sehen diese drei Spieler zusammen wie ein „I“ aus, was den Namen dieser Formation geprägt hat.
Die I-Formation ist eine der gebräuchlichsten Football-Formationen. Sie besteht grundsätzlich aus fünf Offensive Linemen (zwei Tackles, zwei Guards und dem Center), einem Quarterback und zwei Runningbacks. In der einfachsten Variation werden zwei Wide Receiver an jedem Ende der Line of Scrimmage positioniert und ein Tight End direkt neben die Offensive-Linemen gestellt. Die I-Formation ermöglicht ein wirkungsvolles Laufspiel („Smashmouth Offense“).

## Geschichte
Als Erfinder der I-Formation gilt Tom Nugent, der sie 1949 als Head Coach des Virginia Military Institutes einführte. Er stellte die drei Runningbacks nicht wie in der damals üblichen T-Formation nebeneinander, sondern hintereinander auf. Dies sollte bei Laufspielzügen nach außen mehr Flexibilität bringen, da anders als in der T-Formation durch die geringe räumliche Entfernung nun alle drei Runningbacks als Ballträger in Frage kommen, was auch das Antäuschen einer Ballübergabe erleichtert. Diese Formation blieb jedoch lange Zeit unbemerkt und erst 1954, als Nugent an die Florida State University wechselte, wurde sie der breiten Öffentlichkeit bekannt. Dort konnte er sich mit dem Team 1955 und 1958 für die damals noch seltenen Bowl-Spiele qualifizieren. 1959 wechselte Nugent nach Maryland, hielt jedoch an der I-Formation fest. Währenddessen entwickelten andere Trainer die I-Formation weiter, indem sie die Anzahl der Runningbacks auf zwei reduzierten. Da Mannschaften mit der reduzierten I-Formation erfolgreicher waren, als die mit der ursprünglichen erhielt die mit drei Runningbacks den Namen Maryland I-Formation und die mit nur zweien den Namen Basic I-Formation. Treibende Kraft hinter der Verbreitung war John McKay. 1962 gewann McKays USC-Team den Nationalen Titel mit einer auf der I-Formation basierenden Offense. Es folgten Titel in den Jahren 1967, 1972 und 1974. Tom Osbourne, Assistenztrainer an der University of Nebraska, entwickelte die Formation 1970 erneut weiter, indem er sie mit der Option Offense verknüpfte. Durch diese Neuerung errang das Team 1970 und 1971 die nationale Meisterschaft.
NFL-Teams übernahmen die erfolgreiche I-Formation und entwickelten sie ihren Ansprüchen gemäß weiter. 1970 errangen die Kansas City Chiefs mit der I-Formation ihren ersten Super-Bowl-Titel.

## Taktische Aspekte
Die I-Formation gilt als eine ausgeglichene Offensivformation, da neben dem Tight End jeweils zwei Runningbacks und Wide Receiver auf dem Feld stehen. Vorrang hat jedoch immer das Laufspiel, welches zur Vorbereitung des Passspiels eingesetzt wird. Die Effektivität der I-Formation ist durch die zunehmende Nutzung von 8-Man-Fronts (acht Defense-Spieler nahe an der Line of Scrimmage) und Zone-Blitzes zurückgegangen, weshalb die Formation immer mehr durch Spread-Offense-Formationen verdrängt wird, welche die eng positionierten Verteidiger über die gesamte Breite des Feldes verteilen und damit mehr Raum für das Laufspiel aufbauen.
Vorteilig für die I-Formation ist, dass sie durch ihren symmetrischen Aufbau Angriffe über beide Außenseiten mit gleicher Effizienz ermöglicht. Zudem steht dem Runningback durch die größere Entfernung zum Quarterback mehr Zeit für die Geschwindigkeitsaufnahme zur Verfügung. Diese zusätzliche Zeit steht jedoch auch der Defense zur Verfügung, welche dadurch eher einen Raumverlust erzwingen kann. Ein weiterer Vorteil ist die einfache Ausführung von Play-Action-Pässen aus dieser Formation. Da in dieser Formation bereits zwei Wide Receiver und ein Tight End auf dem Platz stehen, ist auch das normale Passspiel aus dieser Formation möglich. Beide Runningbacks können ebenfalls ins Passspiel eingebunden werden, haben jedoch aufgrund ihrer Positionierung einen längeren Laufweg.

## Gebräuchliche Variationen

Big I-Formation

Die I-Formation gilt als die Formation mit den meisten Varianten. Die populärste ist dabei die Offset-I-Formation. Hierbei wird der Fullback um einen bis vier Yards weiter außen aufgestellt. Hierbei sind immer noch fast alle Spielzüge der I-Formation spielbar und zusätzlich einige der Split-Formation. Der größte Vorteil liegt jedoch in der besseren Integrierbarkeit des Fullbacks in das Passspiel. Die Offset-I wird dabei nochmals in Weak-I und Strong-I unterteilt, abhängig von der Positionierung des Fullbacks und Tight Ends. Sind beide Spieler auf derselben Seite des Quarterbacks, spricht man vom Strong-I, sind sie auf unterschiedlichen Seiten, von der Weak-I.
Weniger gebräuchlich ist und meist nur nahe der Goalline eingesetzt wird die Power-I-Formation. Dabei wird seitlich des Fullbacks ein dritter Runningback aufgestellt. Dadurch sind mehr Laufkombinationen möglich, und es steht ein zusätzlicher Blocker im Backfield.
Für mehr Abwechslung im Passspiel sollen die Varianten Slot-I und Twin-I sorgen. Bei diesen, 1964 von Frank Broyel an der University of Arkansas erfundenen, Varianten werden die beiden Wide Receiver auf derselben Seite der Offensive Line aufgestellt. Ist der Receiver, der nicht direkt an der Line of Scrimmage steht, nahe an der Offensive Line positioniert, so spricht man von der Slot-I-Formation, ist er hingegen nahe dem anderen Receiver positioniert, von der Twin-I-Formation. Ebenfalls für das Passspiel ist die Three-Wide-I-Formation entwickelt worden. Hierbei wird der Tight End durch einen dritten Wide Receiver ersetzt. Durch das Fehlen des Tight Ends wird das Laufspiel über außen geschwächt, jedoch nimmt bei Anpassung der Defense an das gestiegene Bedrohungspotential durch das Passspiel auch die Anzahl der Verteidiger nahe der Line of Scrimmage ab.
Bei der Big I-Formation wird an der Weak-Side, der Seite, an der kein Tight End an der Offensive Line steht, ein Tight End auf Kosten eines Wide Receivers hinzugefügt. Dies ist eine Laufspiel-Variation, da man nun zusätzlich zum Fullback auf jeder Seite einen Blocker hat, der dem Halfback den Weg freimacht, wodurch man in jede Richtung laufen kann.
Das Tight I ist ähnlich dem Maryland I, mit dem Unterschied, dass statt eines dritten Runningbacks ein Tight End im „I“ steht. Von der Line of Scrimmage aus gesehen ist die Aufstellung also Center, Quarterback, Tight End, Fullback, Halfback. Sie wurde von Hank Stram entwickelt.

## Gebrauch im Profi-Football
In der NFL ist die Formation weniger gebräuchlich als im College Football, da hier oft Formationen mit zusätzlichen Receivern und Tight-Ends den Fullback als Blocker ersetzt haben. Wird ein Laufspiel aus einer dieser Formationen heraus gewählt, werden die Tight-Ends zum Blocken für den Halfback verwendet. Die I-Formation wird normalerweise in Short-Yardage-Situationen (Situationen, in denen nur noch wenige Yards erzielt werden müssen) und nahe der Goalline verwendet.